# Hemileuca eglanterina
Hemileuca eglanterina är en fjärilsart som beskrevs av Jean Baptiste Boisduval 1852. Hemileuca eglanterina ingår i släktet Hemileuca och familjen påfågelsspinnare. Inga underarter finns listade i Catalogue of Life.

## Bildgalleri

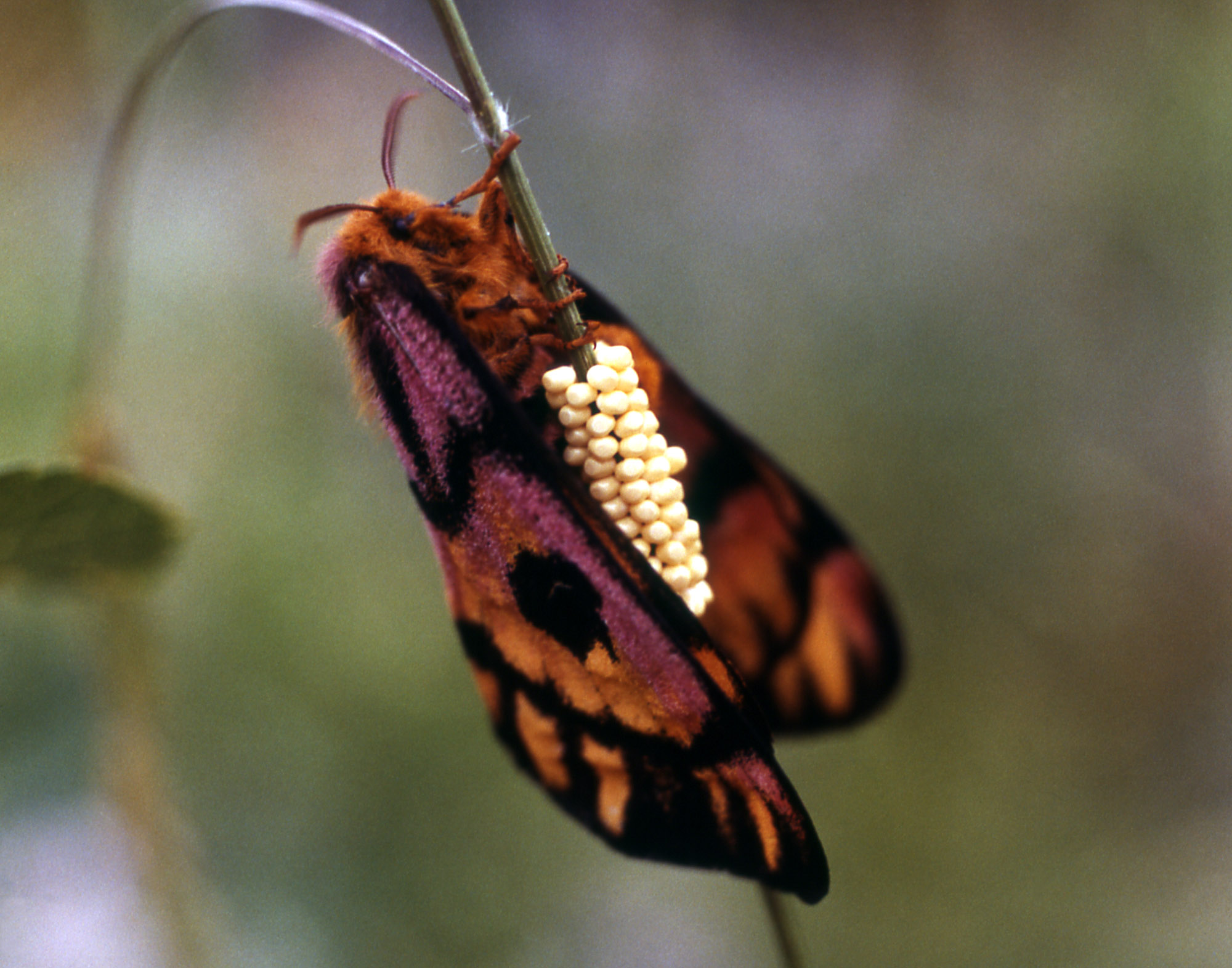
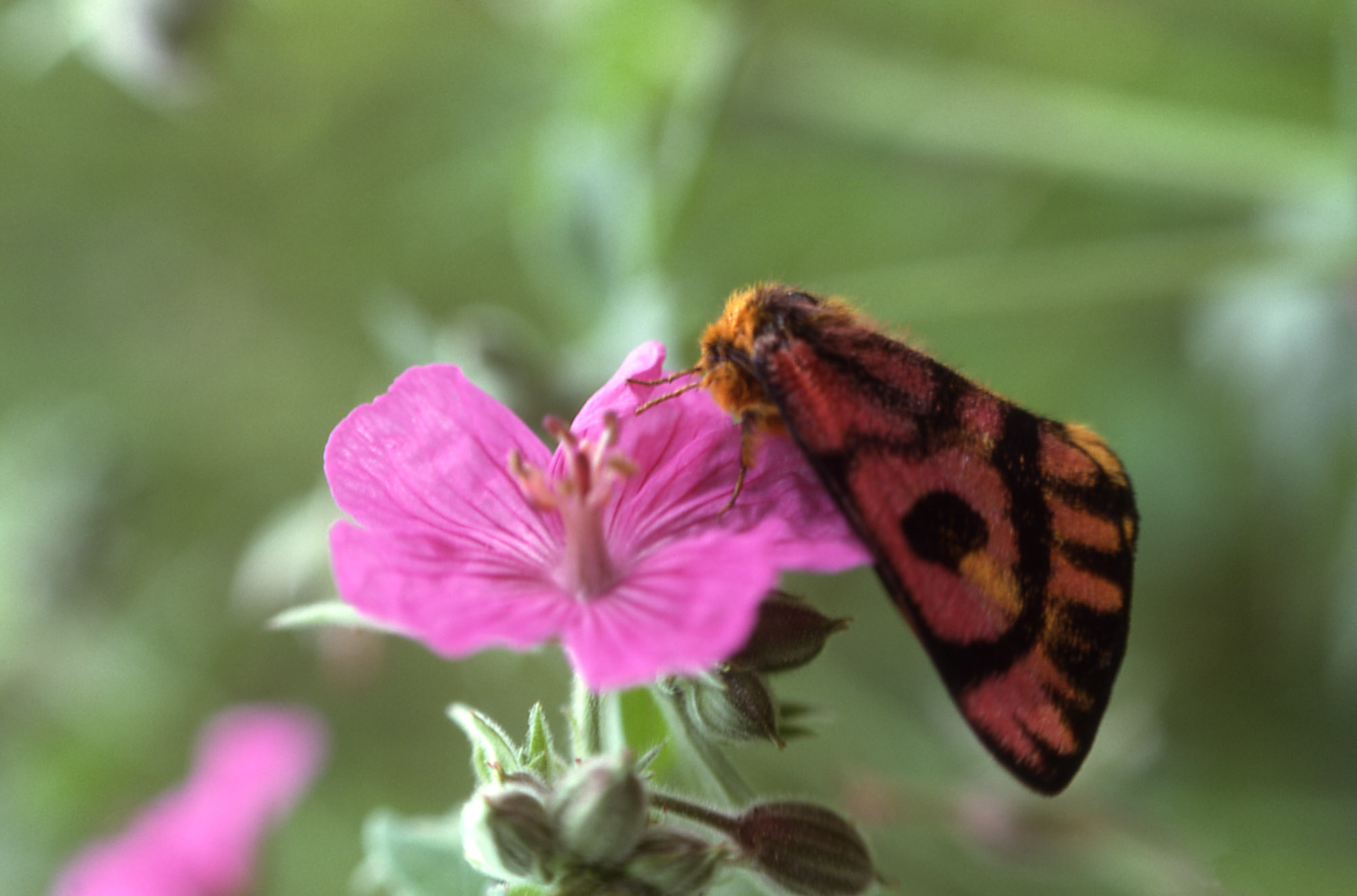